# Cottage Grove (Tennessee)
Cottage Grove város az USA Tennessee államában, Henry megyében. Lakosainak száma 66 fő (2020. április 1.).

## Népesség
A település népességének változása:

| 2010 | 88 |
| 2020 | 66 |